# Davis Entertainment
Davis Entertainment è una casa di produzione cinematografica e televisiva indipendente, fondata da John Davis nel 1985.
Le sue produzioni comprendono Predator, Predator 2, Richie Rich - Il più ricco del mondo, Il dottor Dolittle, Il dottor Dolittle 2, Il dottor Dolittle 3, Il dottor Dolittle 4, Il dottor Dolittle 5, L'asilo dei papà, Garfield - Il film, Io, Robot, Chiamata da uno sconosciuto, Garfield 2, Eragon, Norbit, Sansone, I fantastici viaggi di Gulliver, I pinguini di Mr. Popper, Chronicle, La stirpe del male, Operazione U.N.C.L.E., Joy, Victor - La storia segreta del dott. Frankenstein, The Predator, Game Night - Indovina chi muore stasera?, Shaft, Prey e Flight Risk - Trappola ad alta quota.